# Ablaye Mbengue
Ablaye Vieux Mbengue (Thiès, 15 maggio 1992) è un calciatore senegalese, attaccante svincolato.

## Carriera

### Club
Il 24 febbraio 2015 viene acquistato a titolo definitivo dalla squadra russa dell'Achmat Groznyj.